# Амир (Арабия)
Вижте пояснителната страница за други значения на Амир.
Амир (на арабски: أمير‎; altsüdarab ИЗХ ʾmr-м) е древно племе в северната част на днешен Йемен. Според сведенията на арабския географ Ал-Хамдани, те са живели в планинската област между Джауф и оазис Наджране, на над 2000 м надморска височина. Центърът на културата им вероятно е бил в Анан (Ханан), днешния Сук ал-Анан. Богът на племето е бил Ду-Самави.
Амир се споменават за първи път в доклада за победата на сабейския владетел Кариб'ил Ватар I (680 г. пр.н.е.).